# Chaetobacanius cinghalanus
Chaetobacanius cinghalanus är en skalbaggsart som beskrevs av Yves Gomy 1980. Chaetobacanius cinghalanus ingår i släktet Chaetobacanius och familjen stumpbaggar. Inga underarter finns listade i Catalogue of Life.